# Gran Premio di superbike di Silverstone 2013
Il Gran Premio di Superbike di Silverstone 2013 è stata la nona prova su quattordici del campionato mondiale Superbike 2013, è stato disputato il 4 agosto sul circuito di Silverstone e in gara 1 ha visto la vittoria di Jonathan Rea davanti a Eugene Laverty e Leon Camier, la gara 2 è stata vinta da Loris Baz che ha preceduto Jules Cluzel e Eugene Laverty.
La vittoria nella gara valevole per il campionato mondiale Supersport 2013 è stata ottenuta da Kenan Sofuoğlu.

## Risultati

### Gara 1

#### Arrivati al traguardo[4]
| Pos. | Nº | Pilota            | Squadra              | Motocicletta           | Giri | Tempo     | Griglia | Punti |
| ---- | -- | ----------------- | -------------------- | ---------------------- | ---- | --------- | ------- | ----- |
| 1º   | 65 | Jonathan Rea      | Pata Honda           | Honda CBR1000RR        | 17   | 37:16.058 | 3º      | 25    |
| 2º   | 58 | Eugene Laverty    | Aprilia Racing       | Aprilia RSV4 Factory   | 17   | +0:03.073 | 1º      | 20    |
| 3º   | 2  | Leon Camier       | Fixi Crescent Suzuki | Suzuki GSX-R1000       | 17   | +0:03.480 | 7º      | 16    |
| 4º   | 50 | Sylvain Guintoli  | Aprilia Racing       | Aprilia RSV4 Factory   | 17   | +0:03.608 | 8º      | 13    |
| 5º   | 76 | Loris Baz         | Kawasaki Racing      | Kawasaki ZX-10R        | 17   | +0:04.140 | 4º      | 11    |
| 6º   | 16 | Jules Cluzel      | Fixi Crescent Suzuki | Suzuki GSX-R1000       | 17   | +0:05.659 | 10º     | 10    |
| 7º   | 91 | Leon Haslam       | Pata Honda           | Honda CBR1000RR        | 17   | +0:06.443 | 12º     | 9     |
| 8º   | 86 | Ayrton Badovini   | Ducati Alstare       | Ducati 1199 Panigale R | 17   | +0:10.544 | 13º     | 8     |
| 9º   | 33 | Marco Melandri    | BMW Motorrad GoldBet | BMW S1000 RR           | 17   | +0:14.017 | 15º     | 7     |
| 10º  | 19 | Chaz Davies       | BMW Motorrad GoldBet | BMW S1000 RR           | 17   | +0:14.167 | 6º      | 6     |
| 11º  | 66 | Tom Sykes         | Kawasaki Racing      | Kawasaki ZX-10R        | 17   | +0:14.180 | 5º      | 5     |
| 12º  | 27 | Max Neukirchner   | MR-Racing            | Ducati 1199 Panigale R | 17   | +0:26.536 | 11º     | 4     |
| 13º  | 7  | Carlos Checa      | Ducati Alstare       | Ducati 1199 Panigale R | 17   | +0:43.561 | 2º      | 3     |
| 14º  | 84 | Michel Fabrizio   | Red Devils Roma      | Aprilia RSV4 Factory   | 17   | +0:46.373 | 14º     | 2     |
| 15º  | 8  | Mark Aitchison    | Team Pedercini       | Kawasaki ZX-10R        | 17   | +1:33.624 | 16º     | 1     |
| 16º  | 23 | Federico Sandi    | Team Pedercini       | Kawasaki ZX-10R        | 16   | +1 giro   | 17º     |       |
| 17º  | 31 | Vittorio Iannuzzo | Grillini Dentalmatic | BMW S1000 RR           | 15   | +2 giri   | 18º     |       |

#### Ritirato
| Nº | Pilota           | Squadra       | Motocicletta         | Giri | Griglia |
| -- | ---------------- | ------------- | -------------------- | ---- | ------- |
| 34 | Davide Giugliano | Althea Racing | Aprilia RSV4 Factory | 9    | 9º      |

### Gara 2

#### Arrivati al traguardo[5]
| Pos. | Nº | Pilota            | Squadra              | Motocicletta           | Giri | Tempo     | Griglia | Punti |
| ---- | -- | ----------------- | -------------------- | ---------------------- | ---- | --------- | ------- | ----- |
| 1º   | 76 | Loris Baz         | Kawasaki Racing      | Kawasaki ZX-10R        | 16   | 33:46.622 | 4º      | 25    |
| 2º   | 16 | Jules Cluzel      | Fixi Crescent Suzuki | Suzuki GSX-R1000       | 16   | +0:00.609 | 10º     | 20    |
| 3º   | 58 | Eugene Laverty    | Aprilia Racing       | Aprilia RSV4 Factory   | 16   | +0:00.869 | 1º      | 16    |
| 4º   | 65 | Jonathan Rea      | Pata Honda           | Honda CBR1000RR        | 16   | +0:02.145 | 3º      | 13    |
| 5º   | 2  | Leon Camier       | Fixi Crescent Suzuki | Suzuki GSX-R1000       | 16   | +0:02.229 | 7º      | 11    |
| 6º   | 50 | Sylvain Guintoli  | Aprilia Racing       | Aprilia RSV4 Factory   | 16   | +0:02.374 | 8º      | 10    |
| 7º   | 66 | Tom Sykes         | Kawasaki Racing      | Kawasaki ZX-10R        | 16   | +0:05.791 | 5º      | 9     |
| 8º   | 86 | Ayrton Badovini   | Ducati Alstare       | Ducati 1199 Panigale R | 16   | +0:20.126 | 13º     | 8     |
| 9º   | 33 | Marco Melandri    | BMW Motorrad GoldBet | BMW S1000 RR           | 16   | +0:20.209 | 15º     | 7     |
| 10º  | 7  | Carlos Checa      | Ducati Alstare       | Ducati 1199 Panigale R | 16   | +0:20.629 | 2º      | 6     |
| 11º  | 84 | Michel Fabrizio   | Red Devils Roma      | Aprilia RSV4 Factory   | 16   | +0:20.769 | 14º     | 5     |
| 12º  | 27 | Max Neukirchner   | MR-Racing            | Ducati 1199 Panigale R | 16   | +0:21.407 | 11º     | 4     |
| 13º  | 23 | Federico Sandi    | Team Pedercini       | Kawasaki ZX-10R        | 16   | +0:45.015 | 17º     | 3     |
| 14º  | 8  | Mark Aitchison    | Team Pedercini       | Kawasaki ZX-10R        | 16   | +0:45.938 | 16º     | 2     |
| 15º  | 34 | Davide Giugliano  | Althea Racing        | Aprilia RSV4 Factory   | 16   | +0:46.036 | 9º      | 1     |
| 16º  | 31 | Vittorio Iannuzzo | Grillini Dentalmatic | BMW S1000 RR           | 16   | +1:22.207 | 18º     |       |

#### Ritirati
| Nº | Pilota      | Squadra              | Motocicletta    | Giri | Griglia |
| -- | ----------- | -------------------- | --------------- | ---- | ------- |
| 91 | Leon Haslam | Pata Honda           | Honda CBR1000RR | 16   | 12º     |
| 19 | Chaz Davies | BMW Motorrad GoldBet | BMW S1000 RR    | 14   | 6º      |

### Supersport

#### Arrivati al traguardo
| Pos. | Nº  | Pilota               | Squadra                       | Motocicletta        | Giri | Tempo     | Griglia | Punti |
| ---- | --- | -------------------- | ----------------------------- | ------------------- | ---- | --------- | ------- | ----- |
| 1º   | 54  | Kenan Sofuoğlu       | MAHI Racing Team India        | Kawasaki ZX-6R      | 16   | 34'25.660 | 2º      | 25    |
| 2º   | 11  | Sam Lowes            | Yakhnich Motorsport           | Yamaha YZF R6       | 16   | +9.501    | 1º      | 20    |
| 3º   | 99  | Fabien Foret         | MAHI Racing Team India        | Kawasaki ZX-6R      | 16   | +12.165   | 7º      | 16    |
| 4º   | 88  | Kevin Coghlan        | Kawasaki DMC-Lorenzini        | Kawasaki ZX-6R      | 16   | +12.259   | 4º      | 13    |
| 5º   | 21  | Christian Iddon      | ParkinGo MV Agusta Corse      | MV Agusta F3 675    | 16   | +12.491   | 3º      | 11    |
| 6º   | 47  | Roberto Rolfo        | ParkinGo MV Agusta Corse      | MV Agusta F3 675    | 16   | +12.590   | 12º     | 10    |
| 7º   | 4   | Jack Kennedy         | Rivamoto                      | Honda CBR600RR      | 16   | +13.625   | 8º      | 9     |
| 8º   | 19  | Florian Marino       | Kawasaki Intermoto Ponyexpres | Kawasaki ZX-6R      | 16   | +15.009   | 5º      | 8     |
| 9º   | 60  | Michael van der Mark | Pata Honda                    | Honda CBR600RR      | 16   | +21.399   | 6º      | 7     |
| 10º  | 65  | Vladimir Leonov      | Yakhnich Motorsport           | Yamaha YZF R6       | 16   | +21.821   | 22º     | 6     |
| 11º  | 26  | Lorenzo Zanetti      | Pata Honda                    | Honda CBR600RR      | 16   | +23.464   | 14º     | 5     |
| 12º  | 91  | Roberto Tamburini    | Team Lorini                   | Honda CBR600RR      | 16   | +27.574   | 18º     | 4     |
| 13º  | 9   | Luca Scassa          | Kawasaki Intermoto Ponyexpres | Kawasaki ZX-6R      | 16   | +27.640   | 20º     | 3     |
| 14º  | 25  | Alex Baldolini       | Suriano Racing                | Suzuki GSX-R600     | 16   | +27.773   | 16º     | 2     |
| 15º  | 44  | David Salom          | Kawasaki Intermoto Ponyexpres | Kawasaki ZX-6R      | 16   | +28.238   | 9º      | 1     |
| 16º  | 20  | Mathew Scholtz       | Suriano Racing                | Suzuki GSX-R600     | 16   | +29.036   | 19º     |       |
| 17º  | 75  | Glen Richards        | Smiths Triumph                | Triumph Daytona 675 | 16   | +29.208   | 21º     |       |
| 18º  | 17  | Ronan Quarmby        | Prorace                       | Honda CBR600RR      | 16   | +34.132   | 10º     |       |
| 19º  | 32  | Sheridan Morais      | PTR Honda                     | Honda CBR600RR      | 16   | +43.186   | 15º     |       |
| 20º  | 87  | Luca Marconi         | PTR Honda                     | Honda CBR600RR      | 16   | +43.380   | 17º     |       |
| 21º  | 10  | Imre Tóth            | Racing Team Toth              | Honda CBR600RR      | 16   | +52.272   | 25º     |       |
| 22º  | 2   | Billy McConnell      | Smiths Triumph                | Triumph Daytona 675 | 16   | +58.718   | 32º     |       |
| 23º  | 37  | David Linortner      | Honda PTR                     | Honda CBR600RR      | 16   | +1'00.182 | 26º     |       |
| 24º  | 61  | Fabio Menghi         | VFT Racing                    | Yamaha YZF R6       | 16   | +1'02.914 | 24º     |       |
| 25º  | 64  | Matt Davies          | Honda PTR                     | Honda CBR600RR      | 16   | +1'16.379 | 33º     |       |
| 26º  | 181 | Ivan Clementi        | Team Goeleven                 | Kawasaki ZX-6R      | 16   | +1'16.647 | 28º     |       |
| 27º  | 7   | Nacho Calero         | Honda PTR                     | Honda CBR600RR      | 16   | +1'16.747 | 27º     |       |
| 28º  | 33  | Yves Polzer          | MRC Austria                   | Honda CBR600RR      | 16   | +1'38.558 | 29º     |       |
| 29º  | 161 | Alexey Ivanov        | Kawasaki DMC-Lorenzini        | Kawasaki ZX-6R      | 16   | +1'38.962 | 34º     |       |
| 30º  | 35  | Mitchell Carr        | AARK Racing                   | Honda CBR600RR      | 16   | +1'39.058 | 31º     |       |
| 31º  | 24  | Eduard Blokhin       | Rivamoto                      | Honda CBR600RR      | 16   | +1'47.527 | 36º     |       |

#### Ritirati
| Nº | Pilota           | Squadra                  | Motocicletta   | Giri | Griglia |
| -- | ---------------- | ------------------------ | -------------- | ---- | ------- |
| 55 | Massimo Roccoli  | Pata by Martini          | Yamaha YZF R6  | 14   | 23º     |
| 84 | Riccardo Russo   | Puccetti Racing Kawasaki | Kawasaki ZX-6R | 10   | 11º     |
| 5  | Raffaele De Rosa | Team Lorini              | Honda CBR600RR | 8    | 13º     |
| 34 | Balázs Németh    | Complus SMS Racing       | Honda CBR600RR | 5    | 30º     |
| 59 | Alex Schacht     | Racing Team Toth         | Honda CBR600RR | 0    | 35º     |